# Québec (terytorium równoważne)
Québec – terytorium równoważne z regionalną gminą hrabstwa (territoire équivalent à une municipalité régionale de comté, TÉ) w regionie administracyjnym Capitale-Nationale prowincji Quebec, w Kanadzie. Gminy nie wchodzące w skład żadnej regionalnej gminy hrabstwa łączy się w TÉ głównie do celów statystycznych.
Terytorium ma 551 902 mieszkańców. Język francuski jest językiem ojczystym dla 94,8%, angielski dla 1,4% mieszkańców (2011).
W skład terytorium wchodzą:
- miasto Québec (w którym mieszka 93,5% ludności całego TÉ)
- miasto L’Ancienne-Lorette
- miasto Saint-Augustin-de-Desmaures
- parafia Notre-Dame-des-Anges
- rezerwat indiański Wendake.